# Font Vella (Castellcir)

La Font Vella, respecte del terme de Castellcir

La Font Vella és una font del terme municipal de Castellcir, a la comarca del Moianès.
Està situada a 712 metres d'altitud, a l'extrem nord-occidental del terme, ran del límit amb Moià. És al sud-est de la masia de les Humbertes, a l'esquerra del Torrent Mal. És al nord del paratge del Purgatori, al sud-oest de la Rompuda de l'Esteve i davall de l'extrem nord-oest del Serrat del Verdeguer, a la mateixa llera del torrent esmentat.